# Hygrodromicus carbonarius
Hygrodromicus carbonarius is een keversoort uit de familie van de kortschildkevers (Staphylinidae). De wetenschappelijke naam van de soort werd voor het eerst geldig gepubliceerd in 2021 door Cheng, Li en Peng.